# Raja clavata
Raja clavata là một loài cá thuộc họ Rajidae. Nó được tìm thấy ở vùng nước ven biển của châu Âu và bờ biển Đại Tây Dương của châu Phi, có thể xa về phía nam như Namibia và cả Nam Phi. Các môi trường sống tự nhiên của chúng là những vùng biển mở và biển nông.

## Hình ảnh

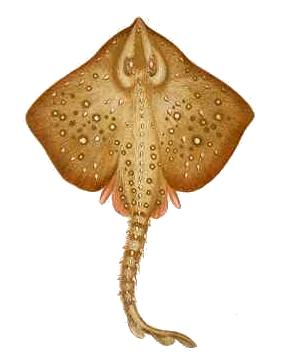
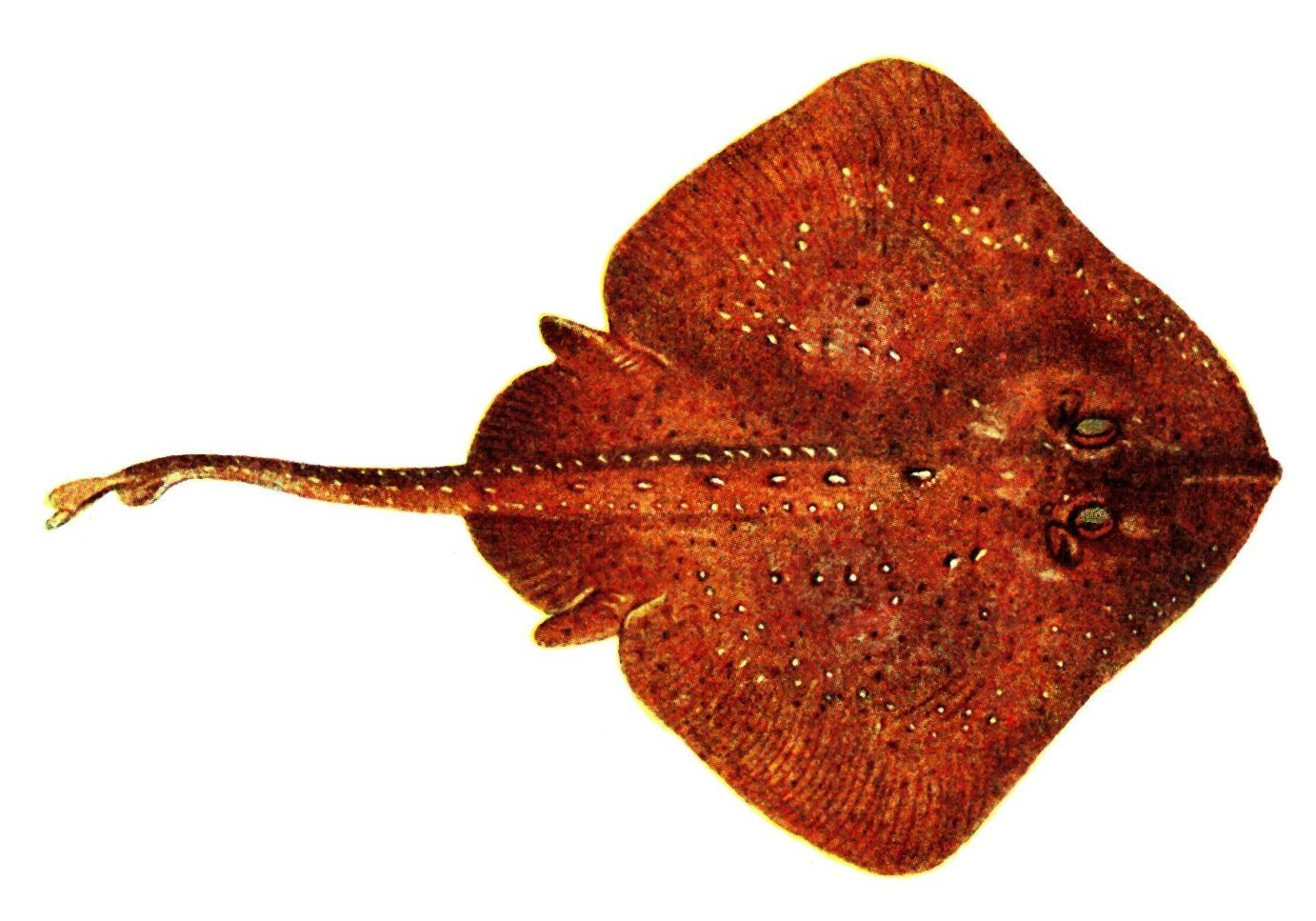
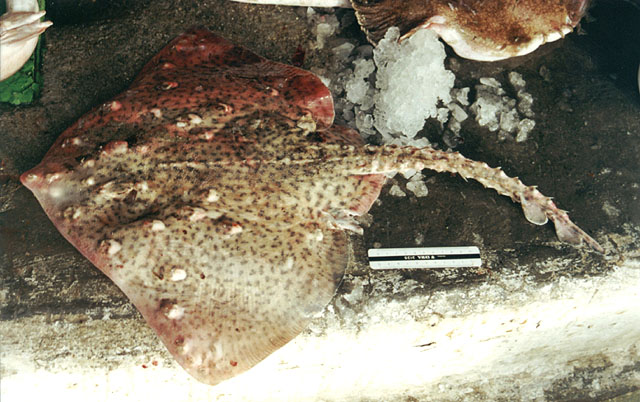
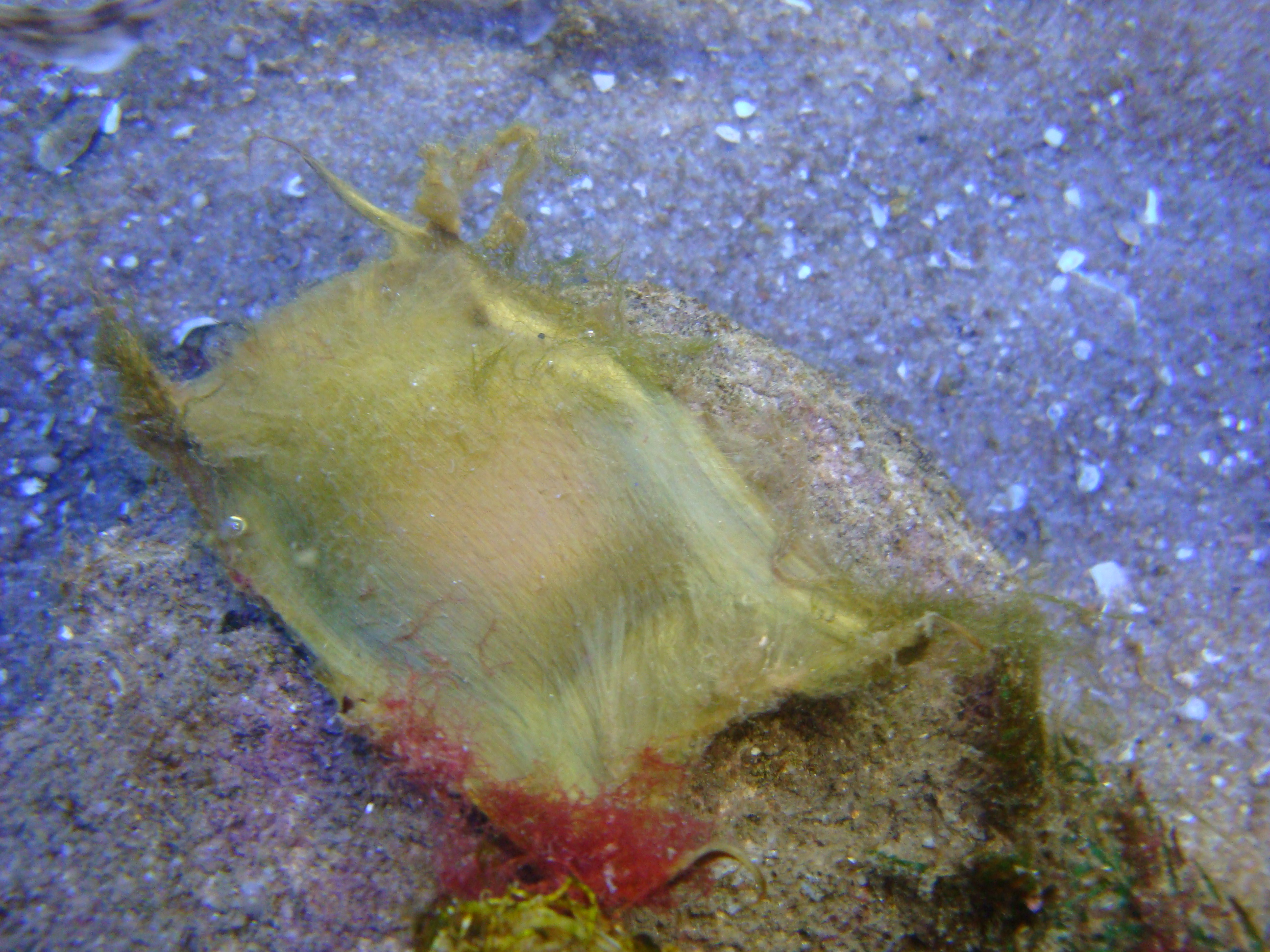